# S Ori 61
S Ori 61 ist ein L-Zwerg (Spektralklasse L0±1.5) im Sternbild Orion. Er wurde 2000 von Maria Rosa Zapatero Osorio et al. entdeckt.